# 獵頭遊戲
《獵頭遊戲》是挪威作家尤·奈斯博所著的犯罪小說，於2008年出版，2011年此書曾被改編成同名電影，由摩丹·泰頓執導，並在2013年的土星獎中獲得最佳國際電影獎。

## 故事簡介
布朗是獵頭公關公司的人材，大部分被他推薦的人都能當上公司高層，只是布朗另一個身分是一個雅賊，獵頭過程中打探社會上層人士的藝術收藏品。布朗原本打算推薦一個格雷夫的人，並偷取這人家中的名畫，怎料到格雷夫一早已經搭上布朗的老婆。同時布朗意外殺死了平時偷竊的拍檔，布朗於是躲到鄉間，格雷夫卻窮追不捨，當布朗知道了格雷夫的真正意圖後，設計反過來殺了格雷夫，並將謀殺拍檔的罪名嫁禍到格雷夫身上。